# Жан Леклан
Жан Лекла́н (фр. Jean Leclant; 8 серпня 1920, Париж — 16 вересня 2011, там само) — французький сходознавець і єгиптолог, фахівець у галузі історії, зокрема цивілізації фараонів. Народився та помер в Парижі (похований на кладовищі Монпарнас, 6 округ). Його праці були присвячені Мероїтській цивілізації, релігійній історії та історії мистецтва іконопису і етнографії.

## Біографія
У 1940 році навчався у Вищій нормальній школі в Парижі, 1945 року став професором географії.
Протягом 1946—1948 рр. працював науковим співробітником у Національному центрі наукових досліджень та уповноваженим радником при національних музеях. У 1948—1952 рр. був членом Французького інституту східної археології в Каїрі (IFAO). У 1952 році Жану Леклану доручили створення Департаменту старожитностей Ефіопії. У 1953 році отримав диплом з відзнакою в Практичній школі вищих досліджень. Протягом 1953—1963 рр. читав лекції, згодом, в 1955 році став професором Страсбурського університету та отримав ступінь доктора мистецтв.
У 1963—1979 рр. — професор єгиптології в Сорбонні, у 1964—1990 рр. керував дослідженнями в Практичній школі вищих досліджень. У 1979—1990 рр. Жан Леклан був професором єгиптології в одному з найпрестижніших навчальних закладів Франції — Колеж де Франс, а від 1992 року — директором музею Вілла Керильос.
У 1993 році удостоєний премії Бальцана у номінації «Античне мистецтво та археологія».
Очолював Місію експертів-археологів у Ефіопії (1952—1956), Французьку археологічну місію в Саккарі (1963), і Французьку археологічну місію в Судані (Солеб, 1960—1978; Седенга з 1979 року). Також, Жан Леклан провів численні розкопки в Єгипті (Карнак), Саккарі і Танісі; в Судані (Солеб, Седенга), Ефіопії (Аксум).
В останні роки свого життя займав посаду віце-президента обсерваторії релігійної спадщини (ОРС) — багатоконфесійна організація, яка створена, щоб зберегти вплив французької релігійної спадщини. Був одним із ініціаторів петиції «Свобода історії».

## Відзнаки

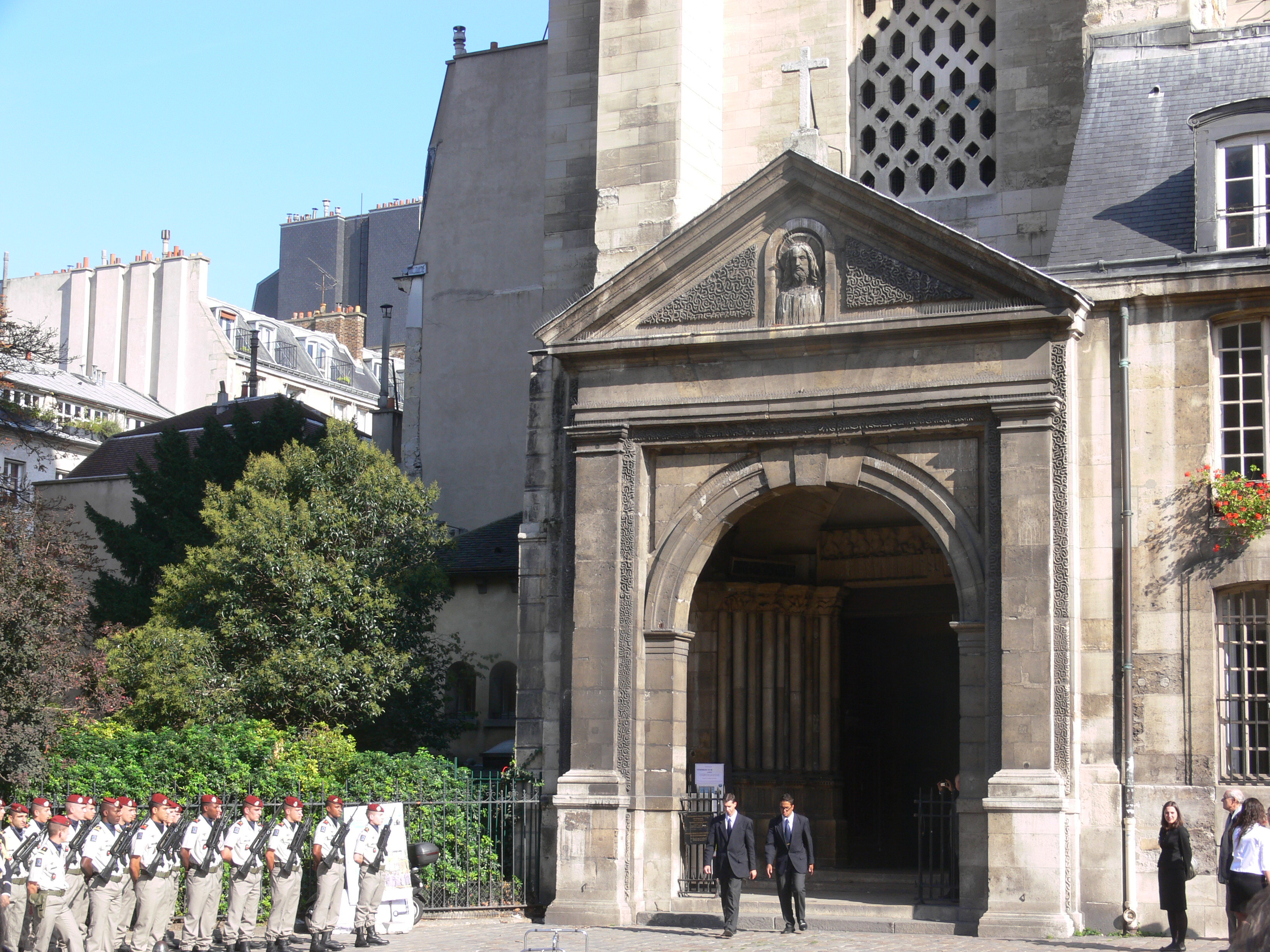
Похорон Жана Леклана в абатстві Сен-Жермен-де-Пре, 23 вересня 2011

- Великий офіцер Ордена Почесного легіону
- Командор Національного Ордена за заслуги
- Командор Ордена Академічних пальм
- Командор Ордена мистецтв і літератури
- Великий офіцер Ордена За заслуги перед Італійською Республікою
- Офіцер Імператорського Ордена Менеліка ІІ (Ефіопія)
- Орден першого класу Ель-Нільєн (Судан)
- Великий офіцер Ордена Республіки Єгипет
- Доктор honoris causa Левенського університету
- Доктор honoris causa Болонського університету
- Доктор honoris causa Віденського університету
- Обраний рядовим членом Академії написів і красного письменства, яку очолював єгиптолог Жак Вандьї. А також посмертно обраний секретарем цієї ж Академії.

## Публікації
- Enquêtes sur les sacerdoces et les sanctuaires égyptiens à l'époque dite Éthiopienne, [10], [11], BdE, IFAO, Le Caire, 1954.
- Avec Paul Barguet et Clément Robichon, Karnak-nord [12], 2 vol., FIFAO, Le Caire, 1954.
- Fouilles et travaux en Égypte, 1955—1957, [13], fasc. 1, Orientalia, Pontificium institutum biblicum, Roma, 1958.
- Fouilles et travaux en Égypte et au Soudan, 1960—1961, [14], fasc. 3, Orientalia, Pontificium institutum biblicum, Roma, 1962.
- Fouilles et travaux en Égypte et au Soudan, 1961—1962, [15], fasc. 2, Orientalia, Pontificium institutum biblicum, Roma, 1963.
- Recherches sur les monuments Thébains de la [16] dite éthiopienne, 2 vol., BdE, IFAO, Le Caire, 1965.
- Avec Michela Schiff Giorgini et Clément Robichon, Soleb [17], 1813—1963, Sansoni, Florence, 1965.
- Avec Michela Schiff Giorgini et Clément Robichon, Soleb [18], les nécropoles, Sansoni, Florence, 1971.
- Avec Jean-Philippe Lauer, Mission archéologique de Saqqarah, [19], le temple haut du complexe funéraire du roi Téti, BdE, IFAO, Le Caire, 1972.
- Avec Gisèle Clerc, Inventaire bibliographique des Isiaca, E.J. Brill, Leiden, 1972—1974.
- Les textes de la pyramide de Pépi [20], reconstitution de la paroi est de l'antichambre, CRAIBL, Paris, 1977.
- Avec Audran Labrousse et Jean-Philippe Lauer, Mission archéologique de Saqqarah. [21], Le temple haut du complexe funéraire du roi Ounas, [22], BdE, IFAO, Le Caire, 1977.
- Recherches à la pyramide de Pépi [23] (Saqqarah 1972—1976), BSFE, Paris, 10/1976-03/1977.
- Avec Cyril Aldred, Jean-Louis Hellouin de Cenival, Fernand Debono, Christiane Desroches Noblecourt, Jean-Philippe Lauer et Jean Vercoutter, Le temps des pyramides, L'univers des formes, Gallimard, Paris, 1978.
- Avec Cyril Aldred, Paul Barguet, Christiane Desroches Noblecourt et H.W. Müller, L'empire des conquérants, L'univers des formes, Gallimard, Paris, 1979.
- Fouilles et travaux en Égypte et au Soudan, 1978—1979, [24], [25], Orientalia, 1980.
- Avec Cyril Aldred, François Daumas et Christiane Desroches Noblecourt, L'Égypte du crépuscule, L'univers des formes, Gallimard, Paris, 1980.
- T.P. Pépi [26], [27], à propos des textes des pyramides, MGEM, IFAO, Le Caire, 1985.
- De l'égyptophilie à l'égyptologie, Académie des inscriptions et belles lettres, Paris, 1985.
- Avec H.G. Fischer, L'écriture et l'art de l'Égypte ancienne, Quatre leçons sur la paléographie et l'épigraphie pharaoniques, PUF, Paris, 1986.
- Avec A. Zivie, Memphis et ses nécropoles au Nouvel Empire, Nouvelles données, nouvelles questions, CNRS, Paris, 1988.
- Aux sources de l'égyptologie européenne: Champollion, Young, Rosellini, Lepsius, Académie des inscriptions et belles-lettres, Paris, 1991.
- Archaeological Activities in Egypt, Vol. 1, [28], Atti del [29] Congresso Internazionale di Egittologia, Turin, 1992.
- Noubounet, une nouvelle reine d'Égypte, [30], Gegengabe Brunner-Traut, Attempto Verlag, Tübingen, 1992.
- À propos des Aegyptiaca du haut Moyen Âge en France, [31], The Heritage of Egypt. Studies Iversen, Museum Tusculanum Press, Copenhagen, 1992.
- Diana Nemorensis, Isis et Bubastis, [32], Studies in Pharaonic Religion and Society in honour of J. Gwyn Griffiths, The Egypt Exploration Society, London, 1992.
- Avec Gisèle Clerc, Fouilles et travaux en Égypte et au Soudan, 1993—1994, [33], fasc. 3, [34], Orientalia, Rome, 1995.
- Avant-propos, [35], L'Égyptomanie à l’épreuve de l'archéologie, Musée du Louvre, Paris, 1996.
- Avec Gisèle Clerc, Fouilles et travaux en Égypte et au Soudan, 1994—1995, [36], fasc. 3, [37], Orientalia, Roma, 1996.
- Avec Jean-Philippe Lauer et Audran Labrousse, L'architecture des pyramides à textes, [38], Saqqara Nord, 2 vol., [39], BdE, IFAO, Le Caire, 1996.
- Avec M. Rassart-Debergh, Textiles d'Antinoé, Donation E. Guimet, Muséum d'histoire naturelle, Colmar, 1997.
- Avec C. Langlois, A. Decaux, J. Tulard, F. Gros et G. Le Rider, L'expédition d'Égypte, postérités et prospectives, Palais de l'Institut, Paris, 1998.
- Avec Dominique Valbelle, Le décret de Memphis, bicentenaire de la découverte de la Pierre de Rosette, De Boccard, Paris, 1999.
- Avec G. Mokhtar, L'empire de Koush: Napata et Méroé, In Histoire Générale de l'Afrique. Volume [40]: L'Afrique Ancienne, Présence Africaine/Edicef/Unesco, Paris, Nouvelle édition, 2000.
- Répertoire d'épigraphie méroïtique: corpus des inscriptions publiées, 3 vol., Académie des Inscriptions et Belles Lettres, Paris, 2000.
- Au fil du Nil, le parcours d'un égyptologue, Académie des inscriptions et belles lettres, Paris, 2001.
- Avec Catherine Berger-el Naggar, Bernard Mathieu et I. Pierre-Croisiau, Les textes de la pyramide de Pépy [41], 1, édition, description et analyse, 2, facsimilés, MIFAO, Le Caire, 2001.
- Dictionnaire de l'Antiquité, PUF, Paris, 2005, collection Quadrige, 2464 pages, [42].